# Candimulyo (Candimulyo)
Candimulyo is een bestuurslaag in het regentschap Magelang van de provincie Midden-Java, Indonesië. Candimulyo telt 1886 inwoners (volkstelling 2010).